# Schrum
Schrum er en by og kommune i det nordlige Tyskland, beliggende i Amt Mitteldithmarschen i den centrale del af Kreis Dithmarschen. Kreis Dithmarschen ligger i den sydvestlige del af delstaten Slesvig-Holsten.

## Geografi
I kommunen ligger med 78,81 moh. det højeste punkt i Kreis Dithmarschen.